# Hanatul Crimeii
Hanatul Crimeii (rusă – Крымское ханство; tătară crimeeană – Qırım Hanlığı; turcă – Kırım Hanlığı; ucraineană – Кримське ханство) a fost un stat al tătarilor din Crimeea care a existat între 1441 –  1783. A fost hanatul turcic succesor al Imperiului Hoardei de Aur care a rezistat cel mai mult de-a lungul timpului.

## Istoria de început a hanatului
Hanatul Crimeii a fost fondat în momentul în care mai multe clanuri ale Imperiului Hoardei de Aur au renunțat la viața nomadă și s-au sedentarizat în sudul teritoriilor de azi ale Rusiei și Ucrainei și au hotărât să transforme Crimeea în patria lor. Unul dintre urmașii lui Genghis Han, pretendent la tronul Hoardei de Aur, Haci Ghirai, a fost invitat să devină hanul tătarilor crimeeni. Haci Ghirai a acceptat această ofertă și a venit din Marele Ducat al Lituaniei, unde trăia în exil. El a fost fondatorul hanatului Crimeii independent în 1441, după o lungă luptă de dusă împotriva Hoardei de Aur. Hanatul cuprindea peninsula Crimeea și stepele din sudul Rusiei și Ucrainei.
După moartea lui Haci Ghirai a izbucnit lupta pentru tron între fii hanului. În luptă a intervenit Imperiul Otoman, impunându-l pe tron pe Meñli I Ghirai, unul dintre fii lui Haci I Ghirai. În 1475, armata otomană aflată sub comanda lui Gedik Ahmet Pașa, a cucerit Principatul Feodoro și coloniile genoveze Cembalo, Soldaia și Caffa. Din acesl moment, Hanatul Crimeii a intrat sub protectoratul Imperiului Otoman. Coasta sudică a Crimeii a devenit un sancak (provincie) otoman, hanii au continuat să stăpânească restul peninsulei și stepele nordice. Relațiile dintre otomani și tătari aveau un caracter aparte. În ciuda subordonării feudale, sultanii îi tratau pe hani mai degrabă ca pe niște aliați decât ca pe niște supuși. Deși hanii, mai înainte de urcarea pe tron, trebuiau să primească recunoașterea sultanului, acesta din urmă nu se amesteca niciodată în alegeri. Otomanii recunoșteau stăpânirea legitimă a hanilor asupra stepelor ca descendenți ai lui Genghis Han. Politica externă tătară a continuat să fie independentă față de cea de la Istanbul. Între cele două capitale se purta o vie corespondență diplomatică. Hanii au continuat să bată monedă proprie, iar în rugăciunile de vineri era pomenit numele hanului, nu al sultanului, două semne importante ale suveranității. Tătarii nu au plătit niciodată tribut otomanilor, în schimb au fost plătiți pentru serviciile pe care le făceau turcilor în timpul campaniilor militare, armata otomană prețuind în mod deosebit calitățile cavaleriei ușoare tătare.
Alianța tătaro-turcă poate fi comparată cu cea polono-lituaniană prin importanță, durabilitate și rezultate. Cavaleria tătară devenise indispensabilă pentru campaniile otomane din Europa și Asia. Tătarii crimeeni au devenit dependenți de prada de război obținută după campaniile militare otomane încununate cu succes, iar când Imperiul Otoman a intrat în declin, economia tătară a intrat la rândul ei în declin. 
În 1502, Meñli I Ghirai a învins pe ultimul han al Hoardei de Aur, încheind odată pentru totdeauna epoca pretențiilor Hoardei asupra Crimeii. În secolul al XVI-lea, Hanatul Crimeii se considera succesorul de drept al Hoardei de Aur și, de aceea, moștenitorul teritoriului acesteia din urmă, teritoriu stăpânit în acele vremuri de hanatele mongole din regiunea Volgo-Caspică, (în principal de Hanatul Kazanului și Hanatul Astrahanului). Aceste pretenții au dus la conflicte cu Principatul Moscovei pentru dominația regiunii. Devlet I Ghirai a condus un atac împotriva Moscovei în 1571, în urma căruia orașul a fost cucerit, jefuit și incendiat. După numai un an, însă, tătarii au pierdut lupta pentru controlul asupra regiunii Volgăi după înfrângerea catastrofală în fața armatelor rusești conduse de Ivan cel Groaznic în Bătălia de la Molodi. Capitala, aflată inițial la Salaçıq, lângă fortăreața Qırq Yer, a fost mutată de Sahib I Ghirai în 1532 la Bahcisarai.

## Sistemul politic și economic
Ghiraii erau descendenții lui Ginghis Han, ceea ce le dădea o poziție dominantă printre celelalte clanuri nobile. În conformitate cu tradițiile stepei, conducătorul era legitim numai dacă era urmaș al lui Gighis Han (ak süyek). Până și țarul Moscovei pretindea că este urmașul lui Genhis. Tătarii urmau tradiția hoardei, adică spre deosebire de autocrația de tip otomană, hanul conducea cu participarea  beilor (șefilor clanurilor nobile) din familiile Șirin, Barın, Arğın, Qıpçaq, iar mai târziu, Mansuroğlu și Sicavut. Nogaii, care s-au supus hanilor Crimeii după prăbușirea Hanatului Astrahanului în 1556, au devenit un element important al Hanatului Crimeii. Circasienii și cazacii au jucat în anumite perioade roluri importante în politica hanatului, supunându-se beilor sau hanilor.
Teritoriul hanatului era împărțit între bei, iar, mai departe, între mîrzacii proveniți din familiile nobile. Relațiile țăranilor și  păstorilor nomazi cu mârzacii nu erau de tip feudal. Țăranii și păstorii erau liberi, iar legea islamică îi apăra împotriva abuzurilor. Pământul era distribuit în conformitate cu numărul locuitorilor fiecărui sat, fiind lucrat în comun, taxele fiind plătite de satul ca întreg. Aceste taxe reprezentau a zecea parte din producția agricolă, a douăzecea parte a turmelor de animale și un număr variabil de ore de muncă neplătită. În timpul reformelor ultimului han, Șahin Ghirai, structura internă a fost schimbată după modelul otoman: pământul aflat în proprietatea nobililor a fost proclamat domeniul hanului și a fost reorganizat în „qadılıqs” – provincii conduse de reprezentanți ai hanului.
Legea în hanat se baza pe tradiția tătară, legea islamică și pe anumite prevederi împrumutate de la otomani. Șeful musulman local era muftiul, care era ales dintre clericii islamici locali. Principala sa sarcină nu era de natură teologică sau judiciară, ci era cea financiară. Administrația muftiului controla pământul clerical (waqf) și veniturile provenite din exploatarea acestuia. Un alt înalt cleric musulman era kadıaskerul, care nu era ales, ci era numit de sultanul otoman. El supraveghea districtele judiciare ale hanatului, fiecare aflat sub jurisdicția unui cadiu. În mod oficial, cadiul era subordonat kadiaskerului, în practică însă, era subordonat șefilor de clan sau hanului. Cadii erau cei care impuneau legea în viața de zi cu zi a musulmanilor hanatului.
Minoritățile nemusulmane, (grecii, armenii, circasienii, genovezii și evreii), trăiau atât la orașe cât și la sate, uneori în cartiere distincte. Ei aveau instituțiile religioase și judiciare proprii, în conformitate cu sistemul otoman al comunităților confesionale. Ei își controlau finanțele și comerțul și plăteau taxe în schimbul cărora nu trebuiau să facă servicul militar. Nu există dovezi că minoritățile religioase nemusulmane ar fi fost discriminate.
Tătarii crimeeni nomazi și toți nogaii erau crescători de animale. Crimeea avea numeroase porturi comerciale prin care mărfurile transportate pe Drumul mătăsii erau exportate către Imperiul Otoman sau Europa.
În Hanatul Crimeii existau numeroase orașe mari, frumoase și pline de viață precum Bahcisarai – capitala hanatului - Kezlev, Karasubazar și Aqmescit, cu numeroase  caravansaraiuri, hanuri și cartiere ale comercianților și meșteșugarilor. Tătarii sedentari erau comercianți, agricultori și artizani. Crimeea era un centru important al producției de vinuri, fructe și tutun. Carpetele orientale (kilim) fabricate în Bahcisarai erau exportate în Polonia, iar cuțitele tătărești erau foarte apreciate în rândul membrilor triburilor caucaziene. Tătarii erau apicultori și crescători vestiți de viermi de mătase. Una dintre cele mai importante surse de venit a nobililor tătari și nogai era prada de război  și comerțul cu sclavi.

## Epoca de aur
Hanatul Crimeii a fost cea mai importantă forță militară din Europa Răsăriteană până în secolul al XVIII-lea. Tătarii crimeeni au jucat un rol de primă importanță în apărarea granițelor islamului, în special împotriva moscoviților și puterilor europene. Pentru o lungă perioadă de timp, tătarii și nogaii, organizați în ceambuluri (unități militare) au efectuat raiduri în Principatele dunărene, Republica polono-lituaniană și Cnezatul Moscovei.
În timpul a ceea ce se numea „culegerea recoltei din stepă”, tătarii înrobeau mulți țărani slavi, jefuiau satele și orașele, din această pradă de război hanul fiind îndreptățit să primească o cotă (savğa)t care varia între 10 și 20%.
Campaniile militare se împărțeau în cele numite „sefer” – operațiuni miltare oficiale, conduse de hani –  și cele numite „çapul” – raiduri de jaf întreprinse de grupuri separate de nobili – considerate uneori ilegale și interzise de hani, deoarece încălcau prevederile tratatelor oficiale între Hanat și vecini. O lungă perioadă de timp, până la începutul secolului al XVIII-lea, hanatul a menținut un intens comerț cu sclavi cu Imperiul Otoman și Orientul Mijlociu. Kefe era unul dintre cele mai importante și bine cunoscute piețe de sclavi.
Hanatul Crimeii s-a aliat în mai multe rânduri cu Uniunea statală polono-lituaniană și cu cazacii împotriva Cnezatului Moscovei, o putere zonală în continuă creștere, cu care intrase în competiție pentru teritoriile fostei Hoarde de Aur. Regiunea disputată era prețuită de Moscova pentru că permitea așezarea rușilor în zone mai fertile și cu climă mai blândă, mai propice pentru agricultură decât teritoriile nordice pe care le avea deja în stăpânire
S-a estimat în anumite studii ca aproximativ trei milioane de oameni, în special ucraineni, dar și ruși, polonezi, belaruși și circasieni, au fost capturați și transformați în sclavi în toată perioada de existență a Hanatului Crimeii. Una dintre cele mai faimoase victime ale raidurilor tătare a fost Roxelana (Khurem Sultan), care avea să devină mai târziu soția sultanului Suleiman Magnificul, la curtea căruia avea să dețină o putere uriașă.
Tactica principală a raidurilor tătarilor era urmarea cumpenei apelor dintre cele două mari bazine ale râurilor Nipru și Donețk, o rută care începea din localitatea crimeeană Perekop și ducea până în nord, la Tula. Tătarii făceau raiduri pe o rază de 100-200 de kilometri, jefuind toate localitățile și capturând mii de sclavi. Moscova mobiliza în fiecare primăvară în jur de 65.000 de soldați pentru asigurarea pazei granițelor în fortărețe și orașe întărite. În acest scop au fost fondate orașele Orel (1566) și Voronej (1586). Tinerii boieri și cazacii îndeplineau serviciul de pază și patrulare a stepelor pentru ținerea sub observație continuă a mișcărilor ceambulurilor tătărești.

## Declinul
Declinul Hanatului Crimeii a fost strâns legat de declinul Imperiului Otoman și a schimbat echilibrul puterii în Europa Răsăriteană. S-a ajuns în situația ca tătarii care se reîntorceau din campaniile militare otomane să nu aibă pradă de război, iar pe fronturile de luptă europene, cavaleria ușoară, care nu beneficia de sprijinul unei artilerii moderne, să sufere pierderi grele în fața armatelor mai bine dotate ale Rusiei și ale altor puteri. Până la sfârșitul secolului al XVII-lea, Moscova devenise un stat prea puternic pentru ca tătarii să-și mai permită să-l jefuiască. După întărirea statului moscovit, tătarii au fost lipsiți de unele dintre cele mai importante surse de venit: prada din jafuri și sclavii. Sprijinul de care se bucura hanul din partea clanurilor nobile a scăzut în continuare ca urmare a eșecurilor externe dar și luptei interne pentru putere. Nogaii, care asigurau o parte foarte importantă a forței militare crimeene, au încetat să-i mai ofere hanului sprijinul necondiționat.
Forțele unite ruso-ucrainene au atacat puternic Hanatul în timpul campaniilor Cigirin și a campaniile crimeene. În timpul războiului ruso-turc din 1735-1739, ruși aflați sub conducerea felmareșalului Munnich au reușit în cele din urmă să atace hanatul chiar pe pământul peninsulei Crimeea.
Alte războaie au avut loc în timpul domniei împărătesei Ecaterina cea Mare. După victoria rușilor din 1768-1774, a fost semnat tratatul de la Kuciuk-Kainardji, care asigura independența Hanatului Crimeii față de Imperiul Otoman, în același timp transformând hanatul într-un aliat al Imperiului Rus.
Domnia hanului Șahin Ghirai a fost marcată de creșterea influenței rusești și de acțiunile violente ale administrației hanului împotriva opoziției interne. La 8 aprilie 1783, încălcându-și obigațiile ce-i reveneau prin tratatul de pace, Ecaterina cea Mare a intervenit în războiul civil din hanat, anexând de facto întreaga peninsulă. În 1787, Șahin Ghirai s-a refugiat în Imperiul Otoman, dar a fost executat pentru trădare. Familia regală Ghirai a supraviețuit până în zilele noastre.